# 타케우치 아이사
타케우치 아이사(일본어: 竹内 愛紗, 2001년 10월 31일 ~ )는 일본의 배우이다.

## 출연 작품
- 견원 (2018)
- 리벤지 걸 (2017)